# Meio de NNN
Meio de NNN (Neal, Novy, Nicolle) é um meio de cultura utilizado com frequência para o mantimento e isolamento de espécies de Leishmania e Trypanosoma cruzi. Usa como ingredientes ágar, NaCl, água destilada, sangue humano ou de coelho, além de constituintes específicos de acordo com a espécie trabalhada.